# Casarecce
Les casarecce (de casereccio, qui signifie « fait maison ») sont des pâtes originaires de Sicile. Ce sont de courtes torsades qui semblent enroulées sur elles-mêmes.